# Drepanopus bungei
Drepanopus bungei är en kräftdjursart som beskrevs av Georg Ossian Sars 1898. Drepanopus bungei ingår i släktet Drepanopus och familjen Clausocalanidae. Inga underarter finns listade i Catalogue of Life.